# جاكوب دبليو. هولت
جاكوب دبليو. هولت (بالإنجليزية: Jacob W. Holt)‏ هو نجار ومهندس معماري أمريكي، ولد في 30 مارس 1811، وتوفي في 1880.